# Kostel Božího Těla (Jílové u Prahy)
Kostel Božího Těla se nachází na západním okraji města Jílové u Prahy ve Středočeském kraji. Jedná se o jednolodní kostel s půlkruhovým kněžištěm. Hřbitov u kostela je tvořen starší východní a mladší západní částí.
První zmínka o kapli na tomto místě je z roku 1392. Kostel byl původně gotický, roku 1680 byl přestavěn v barokním slohu na náklady hraběte Arnošta z Valdštejna. V roce 2018 byl zrekonstruován hlavní oltář, který zobrazuje uložení Kristova těla do hrobu.
Ještě v 19. století byl kostel využíván horníky pro modlitbu před vstupem do dolu.

## Architektura
Kostel je obdélníkového tvaru s půlkruhovou apsidou, v níž je zazděné půlkruhové okno v jednoduchém štukovém rámu. Střecha je sedlová, pokrytá taškami. Nad presbytářem pak stojí kovová čtyřhranná věžička se zvonem. Nad kamenným portálem se pak nachází mělká nika. Loď je plochostropá, boční vstup je zazděn. Hlavní oltář je dřevěný se soškami svatého Jana Nepomuckého a Panny Marie Svatohorské.

## Hřbitov
Hřbitov se skládá z východní starší a západní novější části. Pilířová vstupní brána se nachází na východě. Nejstarší dochovaný náhrobek pochází z roku 1847.